# Шакуров, Яков Савельевич
Яков Савельевич Шакуров (30 июля 1912 — 19 июля 1944) стрелок 1-й стрелковой роты 375-го стрелкового полка, 219-й Идрицкой стрелковой дивизии, 3-й ударной армии 2-го Прибалтийского фронта) — Герой Советского Союза, участник Великой Отечественной войны, красноармеец.

## Биография
Родился 17 июля 1912 года в городе Нижний Новгород. По национальности — татарин. Окончил 7 классов.
В 1938 году вместе с семьёй переехал в город Омск. Работал на Омском агрегатном заводе им. В. Я. Куйбышева, на складе, затем — продавцом.

## Участие в Великой Отечественной войне
В Красной Армии с июня 1941 года, с этого же времени на фронте рядовым стрелком.
В одном из боёв был тяжело ранен, но вновь вернулся в строй.
19 июля 1944 года с группой воинов во главе со старшим сержантом Ахметгалиным Х. Р., сражаясь в окружении, удерживал тактически важную высоту с отметкой «144,0» у деревни Сунуплява до подхода подкрепления. Погиб в этом бою. Похоронен в парке города Лудза.
Указом Президиума Верховного Совета СССР от 24 марта 1945 года за образцовое выполнение боевых заданий командования, и проявленные при этом мужество и героизм, красноармейцу Шакурову Я. С. посмертно присвоено звание Героя Советского Союза.

## Награды
- Ордер Ленина
- Герой Советского Союза

## Память
- На месте подвига десяти Героев установлен мемориальный ансамбль с их именами, а в городе Лудза — памятник «Скорбящая мать» Зариньша Я. П.[1][2].
- 23 апреля 2021 года в Омском Доме ветеранов состоялся премьерный показ фильма «Высота 144,0» режиссёра Абдиша Айычалиева.[3]
- В городе Омск:Мемориальная доска в честь Шакурова Я. С.

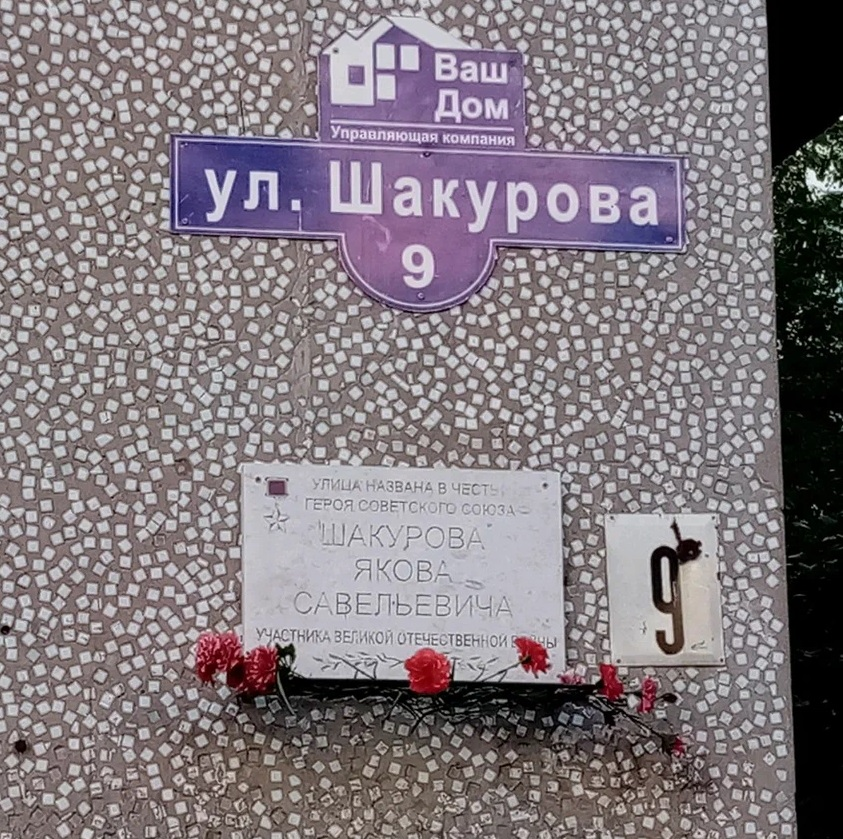
Мемориальная доска в честь Шакурова Я. С.

  - Улица Шакурова в Ленинском районе (ныне административный округ)[1][4]
  - По улице Шакурова на домах 3/1 и 9 установлены мемориальные доски.[5]
  - Имя героя увековечено на заводском мемориале Славы на территории завода, где работал Шакуров Я. С. (современная территории ОАО «Высокие технологии»).
- Имя Шакурова носила школьная пионерская дружина[1].